# University of Edinburgh Business School
La University of Edinburgh Business School est l'école de commerce de l'université d'Édimbourg. Elle a été fondée en 1918 et il s'agit de l'école de commerce la plus prestigieuse d'Écosse. Elle est accréditée EQUIS, AACSB et AMBA.

## Histoire

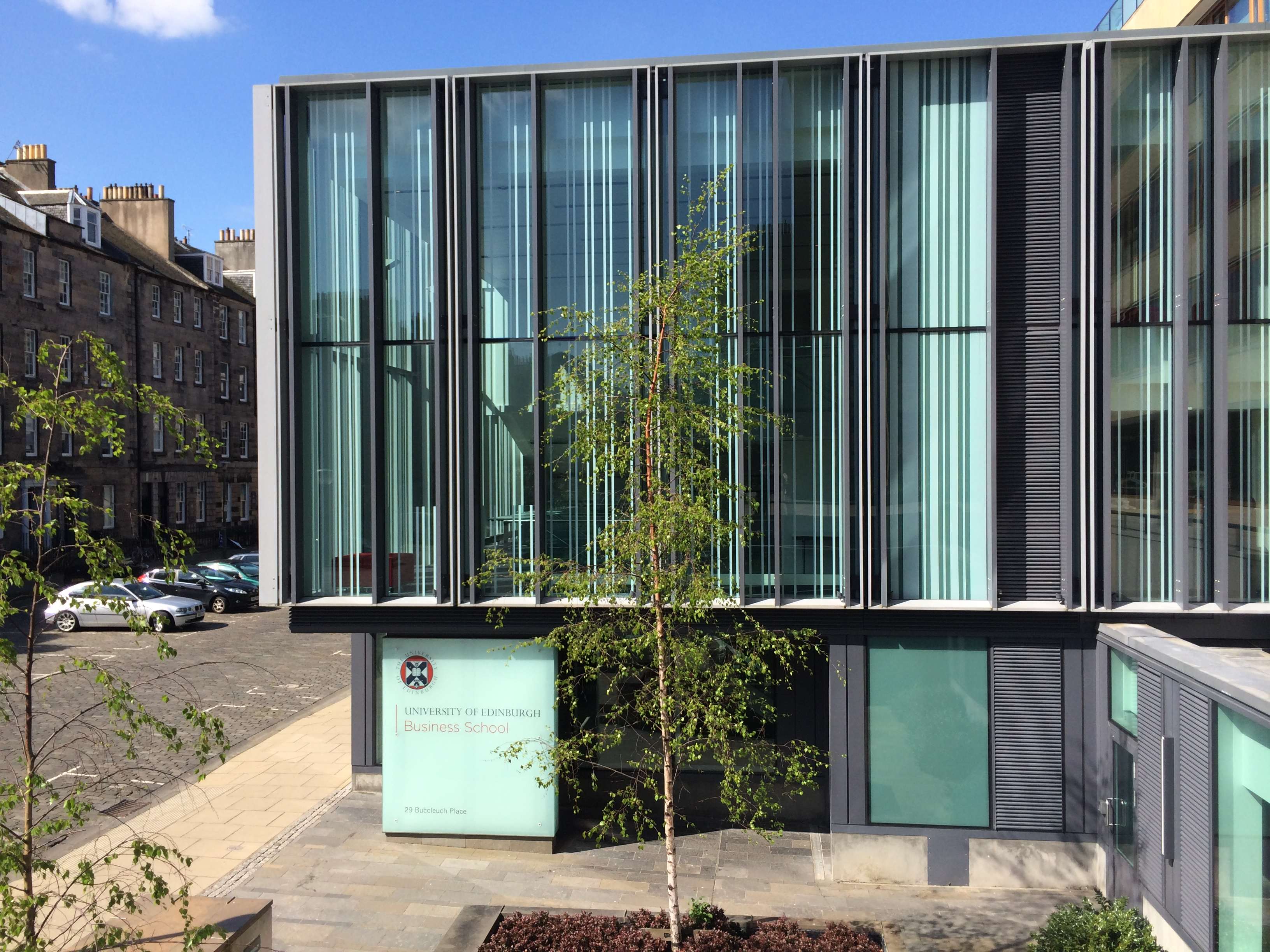

Le premier cours de commerce de l'université d'Édimbourg a été offert en 1918. Aujourd'hui, il y a des cours MBA (Master of Business Administration), MSc (Master of Science) et pour les étudiants de premier cycle.

## MSc et PhD
- MSc in Accounting and Finance
- MSc in Banking and Risk
- MSc in Business Analytics
- MSc in Carbon Finance
- MSc in Entrepreneurship and Innovation
- MSc in Finance
- MSc in Human Resource Management
- MSc in International Business and Emerging Markets
- MSc in International Human Resource Management
- MSc in Management
- MSc in Marketing
- MSc in Marketing and Business Analysis
- PhD/MSc Research degrees in Management